# 305 Gordonia
305 Gordonia è un asteroide della fascia principale del diametro medio di circa 49,17 km. Scoperto nel 1891, presenta un'orbita caratterizzata da un semiasse maggiore pari a 3,1024231 UA e da un'eccentricità di 0,1874818, inclinata di 4,44064° rispetto all'eclittica.
Il suo nome è dedicato a James Gordon Bennett Jr., editore del New York Herald, che finanziò la spedizione di Stanley in Africa per trovare David Livingstone e l'osservatorio astronomico di Camille Flammarion a Juvisy-sur-Orge, in Francia.